# L'Élégie d'Osaka
Pour plus de détails, voir Fiche technique et Distribution.
L'Élégie d'Osaka (浪華悲歌, Naniwa erejii) est un film japonais réalisé par Kenji Mizoguchi et sorti en 1936.

## Synopsis
Pour aider sa famille, une jeune téléphoniste devient la maîtresse de son patron. Abandonnée par le garçon qu'elle aime, elle sera également délaissée par son protecteur. De retour dans sa famille, elle est rejetée par celle-ci et finit par se prostituer.

## Fiche technique
- Titre original : 浪華悲歌 (Naniwa erejii?)
- Titre français : L'Élégie d'Osaka
- Titre français alternatif : L'Élégie de Naniwa
- Réalisation : Kenji Mizoguchi
- Assistant réalisateur : Kōichi Takagi
- Scénario : Yoshikata Yoda, Tadashi Fujiwara (dialogues), d'après une histoire de Kenji Mizoguchi
- Photographie : Minoru Miki
- Son : Hisashi Kase, Yasumi Mizoguchi
- Montage : Tazuko Sakane
- Marionnettes : Monjūrō Kiritake (ja)
- Production : Masaichi Nagata
- Société de production : Daiichi Eiga, Kyoto
- Pays de production :  Empire du Japon
- Langue originale : japonais
- Format : noir et blanc - 1,37:1 - son mono
- Genre : drame
- Durée : 71 minutes (métrage : 10 bobines - 2 441 m[1])
- Date de sortie : 
  - Empire du Japon : 28 mai 1936[1]

## Distribution artistique
- Isuzu Yamada : Ayako Murai
- Benkei Shiganoya : Sonosuke Asai
- Yōko Umemura : l'épouse de Sonosuke
- Kensaku Hara (ja) : Nishimura Susumu
- Eitarō Shindō : Fujino Yoshizo

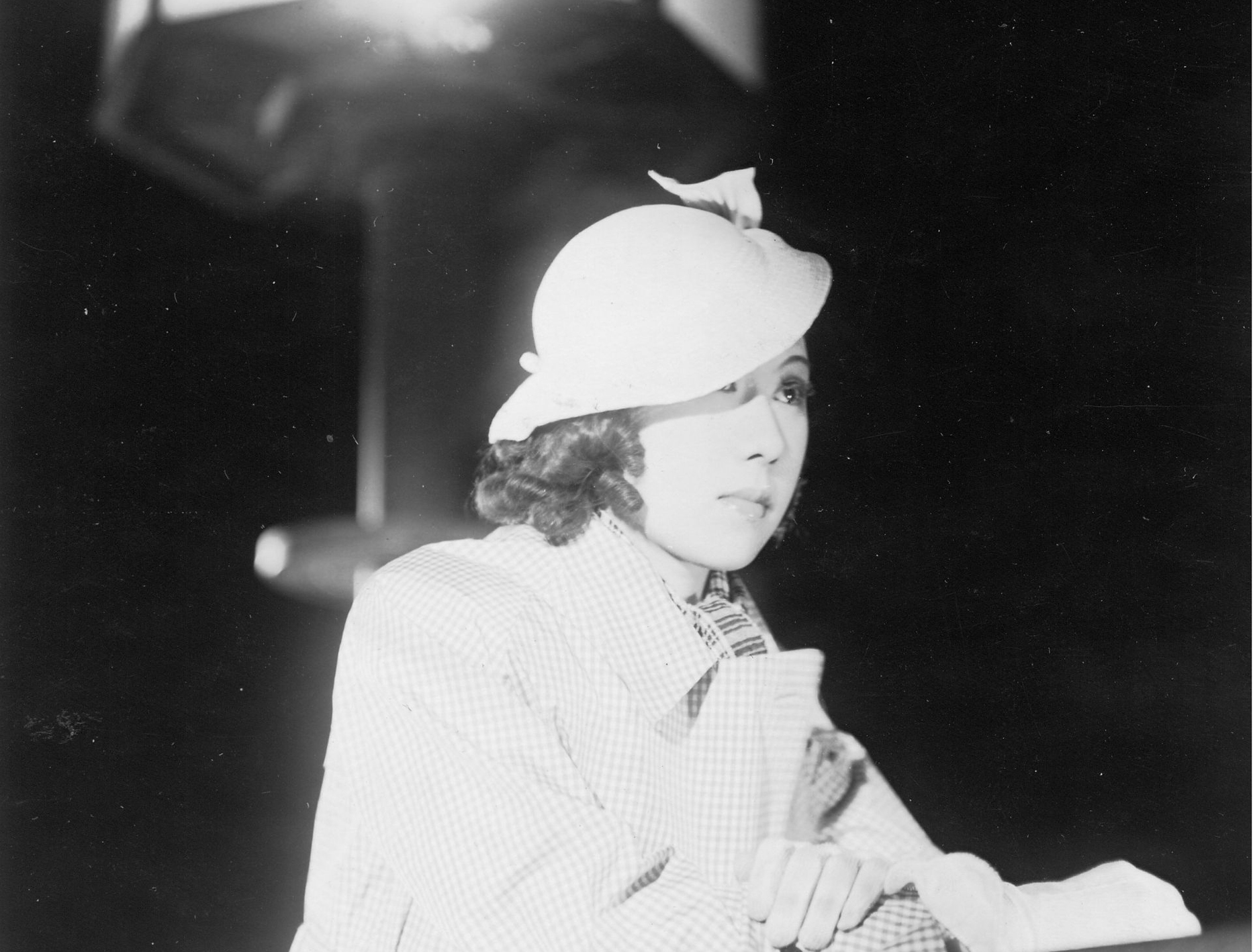
Isuzu Yamada dans L'Élégie d'Osaka (1936).

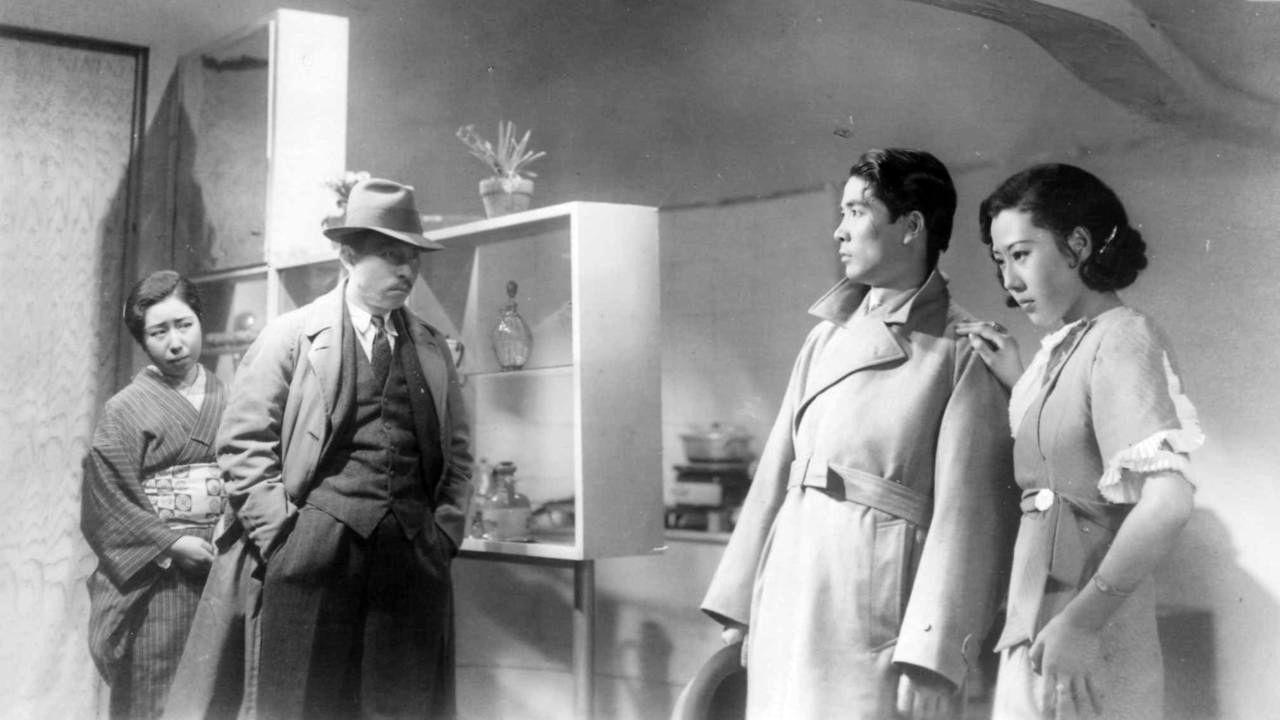
Scène du film avec, Takashi Shimura, et Isuzu Yamada.

- Seiichi Takegawa : Junso Murai, le père d'Ayako
- Chiyoko Ōkura (ja) : la sœur d'Ayako
- Shinpachirō Asaka (ja) : le frère d'Ayako
- Takashi Shimura : l'inspecteur de police
- Shizuko Takizawa (ja) : la concierge
- Kunio Tamura (ja) : le docteur
- Kiyoko Ōkubo (ja) : sa femme

## Autour du film
La traduction du titre original est L'Élégie de Naniwa. Naniwa est le premier nom d'Osaka. C'est aussi le nom de l'un des arrondissements de cette ville.
L'Élégie d'Osaka marque les débuts de scénariste de Yoshikata Yoda et l'origine d'une collaboration assidue avec Kenji Mizoguchi. Yoshikata Yoda note dans son livre Souvenirs de Kenji Mizoguchi que le premier jet du scénario est une adaptation de Mieko, une nouvelle de Saburō Okada (ja) contant d'histoire d'une hôtesse de bar menant par le bout du nez trois hommes à la fois. Kenji Mizoguchi n'en fut pas satisfait, la seule chose trouvant grâce à ses yeux est un dialogue écrit en dialecte Kansai-ben. Yoda a complètement ré-écrit plus de dix fois le scénario avant de satisfaire Kenji Mizoguchi.
Yoda nous donne son opinion : « Naniwa erejî était un chef-d'œuvre empreint d'une certaine maladresse, mais jamais je n'avais vu un film dont l'image ait été aussi forte, aussi pleine de tension. On peut dire que ce film marque l'avènement du réalisme dans le cinéma japonais ». « La même année, il y eut un coup d'État fasciste. (...) On exaltait le patriotisme impérialiste, on se méfiait du libéralisme. Ce qui explique que ce film qui mettait en relief, de façon implacable et réaliste, un aspect essentiel de la société, ne passa pas inaperçu de la censure », nous dit encore Yoshikata Yoda. Effectivement, le film fut interdit après 1940 pour "tendances décadentes".
« Le film attaque l'image du père et la lâcheté des hommes. L'héroïne (incarnée par la grande actrice Isuzu Yamada, dont Mizoguchi apprécia « la passion et l'assiduité ») y est autant exploitée par ses amants que par sa famille. Pour eux, elle n'est qu'une valeur marchande. Ici, le sexe et l'argent sont les vecteurs d'une déchéance sans rémission », note Noël Simsolo.
C'est, vraisemblablement, en pensant à ce film que Mizoguchi estima, à la fin de sa vie : « C'est vers quarante ans seulement que j'ai trouvé ma voie ». « Gion no kyodai (Les Sœurs de Gion) (le deuxième volet du diptyque) fut classé premier des meilleurs films de 1936 par la revue "Kinema Junpō", et Naniwa erejî, troisième. Gion no kyodai était en effet mieux construit que Naniwa erejî, mais je persiste à préférer ce dernier, qui me semble plus fort, et plus aigu dans sa critique de la société », conclut, pour sa part, Yoshikata Yoda.
Le film se termine par un gros plan de la protagoniste qui frappe par sa "modernité". Enrique Seknadje écrit à ce propos : « Le dernier plan, qui rappelle celui que fera bien plus tard Ingmar Bergman de son héroïne Monika — la fameuse image louée par Jean-Luc Godard pour sa modernité —, montre la jeune femme avançant vers la caméra, les yeux fixant celle-ci et donc le spectateur. Le visage d’Ayako est d’autant plus frappant que le film est avare en gros plans – la rareté des plans serrés, un des traits caractéristiques du style Mizoguchi ».

## Distinctions
Le film est classé au 3e rang des dix meilleurs films japonais de l'année 1936 par la revue Kinema Junpō.